# Bussac-Forêt
 Bussac-Forêt  es una población y comuna francesa, situada en la región de Poitou-Charentes, departamento de Charente Marítimo, en el distrito de Jonzac y cantón de Montlieu-la-Garde.

## Demografía
| 913 | 609 | 702 | 753 | 860 | 872 |
| Para los censos de 1962 a 1999 la población legal corresponde a la población sin duplicidades (Fuente: INSEE [Consultar]) |     |     |     |     |     |